# Alejandro Mesonero-Romanos
Alejandro Mesonero-Romanos Aguilar (Madrid, 1968) es un diseñador de automóviles español. Ocupó el cargo de director del área de diseño de la empresa automovilística española SEAT (subsidiaria del Grupo Volkswagen) hasta octubre de 2020,  cuando volvió al grupo Renault para dirigir el diseño de Dacia. Un año más tarde, sin embargo, abandonó la firma francesa para fichar como jefe de diseño de Alfa Romeo, cargo que ocupa actualmente dentro del grupo Stellantis. 

## Biografía
Alejandro Mesonero-Romanos nació en Madrid en 1968, hijo del ingeniero José Luis Mesonero-Romanos Sánchez-Pol y de Sonsoles Aguilar Barbadillo. Es el más joven de siete hermanos y tataranieto del escritor costumbrista madrileño Ramón Mesonero Romanos (1803-1882). Desde edad temprana se interesó por el mundo del automóvil.
Después de acabar el instituto se trasladó a Barcelona para estudiar en la escuela superior de Diseño e Ingeniería Elisava, tras lo cual trabajó un año en el hoy extinto estudio de diseño Associated Designers, también en la Ciudad Condal. Su primera experiencia laboral en el campo de la automoción fue en Carrocerías Ayats en Arbucias, Gerona, especializada en autocares de lujo. La concesión de una beca por parte del gobierno inglés propició que se trasladara a Londres para estudiar un máster en Diseño de Automóviles en el Royal College of Art.
En 1995 se incorporó al departamento de Diseño de Seat en Martorell, donde ya trabajaba su hermano Carlos desde 1985; por aquel entonces, la gama de la compañía se hallaba en pleno proceso de modernización. Su implicación en la concepción del prototipo SEAT Bolero, que finalmente no llegaría a traducirse en un coche de serie, hizo que el Grupo Volkswagen se interesara por él, por lo que en 1997 se incorporó al Design Centre Europe que el consorcio tenía en Sitges. Durante su estancia en dicho centro, fue responsable del diseño exterior de varios modelos de SEAT, Volkswagen y Audi.
En 2001 ficha por Renault y se traslada a París. Lidera varios proyectos de diseño de la compañía gala, como por ejemplo el Laguna Cupé, y desde 2007 es su jefe de Diseño Avanzado.
Entre 2009 y 2011 reside en Corea del Sur, donde ejerce como máximo responsable de diseño de Renault Samsung Motors. Durante esta etapa coordina la creación del SM7, concept car de una berlina de lujo.
En verano de 2011 acepta una oferta de Walter de Silva para sustituir como jefe de diseño de SEAT al belga Luc Donckerwolke, desde agosto de ese mismo año jefe de Diseño Avanzado de todo el consorcio. Su primer trabajo en la empresa de Martorell es el SEAT IBL, prototipo presentado en el Salón del Automóvil de Fráncfort de 2011, proyecto en el cual completa un diseño comenzado por Donckerwolke. El IBL estaba destinado a marcar las pautas de diseño sobre las que se crearía una nueva berlina de la marca sustituyendo al SEAT Exeo.
Durante su estancia en SEAT, se diseña el SEAT Ateca, primer SUV de la marca española y los SEAT Arona, Tarraco y la cuarta generación del SEAT león, además en esta etapa se surge como marca Cupra y sus modelos coetáneos con SEAT además del Formentor y la preparación del Born.
Después ficharía por el grupo Renault para encargarse de los diseños de Dacia pero solo durante unos meses.  
El 22 de junio de 2021 ficha como Jefe de diseño de Alfa Romeo, ejerciendo el cargo oficialmente a partir del 1 de julio del mismo año.